# Copidosoma lotae
Copidosoma lotae är en stekelart som först beskrevs av Girault 1923.  Copidosoma lotae ingår i släktet Copidosoma och familjen sköldlussteklar. Inga underarter finns listade i Catalogue of Life.